# Helpe Majeure
La Helpe Majeure è un fiume franco-belga, affluente della Sambre (quindi subaffluente della Mosa) che ha la sua sorgente in Belgio con circa un terzo del suo bacino idrografico in questo stato, ma la quasi totalità del suo corso di circa 70 chilometri in territorio francese.

## Geografia

### Corso del fiume
La Helpe Majeure ha la sua sorgente sul territorio del comune belga di Momignies, in prossimità immediata della frontiera presso Ohain, al sud della foresta di Trelon, sulle prime falde delle Ardenne, a un'altitudine di 248 metri. Il fiume scorre subito in direzione sud-nord in una valle paludosa che non s'incassa prima di raggiungere Eppe-Sauvage. A partire da questo comune, il corso d'acqua si orienta verso ovest, scorrendo parallelamente alla Helpe Mineure qualche chilometro a nord di quest'ultima, e s'incassa nelle scisti primarie dando un paesaggio verdeggiante chiamato Piccola Svizzera. Quest'ultima corrisponde alla parte settentrionale della Thiérache caratterizzata dal suo bocage che prevale dopo che l'Helpe Majeure è uscita dallo sbarramento di Eppe-Sauvage. Il fiume confluisce nella Sambre a Noyelles-sur-Sambre dopo aver percorso 69,1 chilometri con una pendenza media dell'1,3 ‰ (che raggiunge il 3 ‰ nella parte a monte del suo corso ma che si riduce allo 0,5 ‰ nei pressi dell'estuario).

### Province, cantoni e comuni attraversati
Sul territorio belga e nel solo dipartimento francese del Nord, l'Helpe Majeure attraversa un comune belga e diciotto comuni francesi come una provincia belga e cinque cantoni francesi:
- da monte verso valle: Momignies in Belgio, Ohain, Wallers-en-Fagne, Baives, Moustier-en-Fagne, Eppe-Sauvage, Willies, Liessies, Ramousies, Sémeries, Flaumont-Waudrechies, Avesnelles, Bas-Lieu, Avesnes-sur-Helpe, Saint-Hilaire-sur-Helpe, Dompierre-sur-Helpe, Marbaix, Taisnières-en-Thiérache, Noyelles-sur-Sambre in Francia.

In termini di provincie e cantoni, la Helpe Majeure nasce nella provincia dell'Hainaut, attraversa i cantoni di Trélon, Solre-le-Château, 
Avesnes-sur-Helpe-Nord, Avesnes-sur-Helpe-Sud e confluisce nel cantone di Berlaimont.

### Idrografia

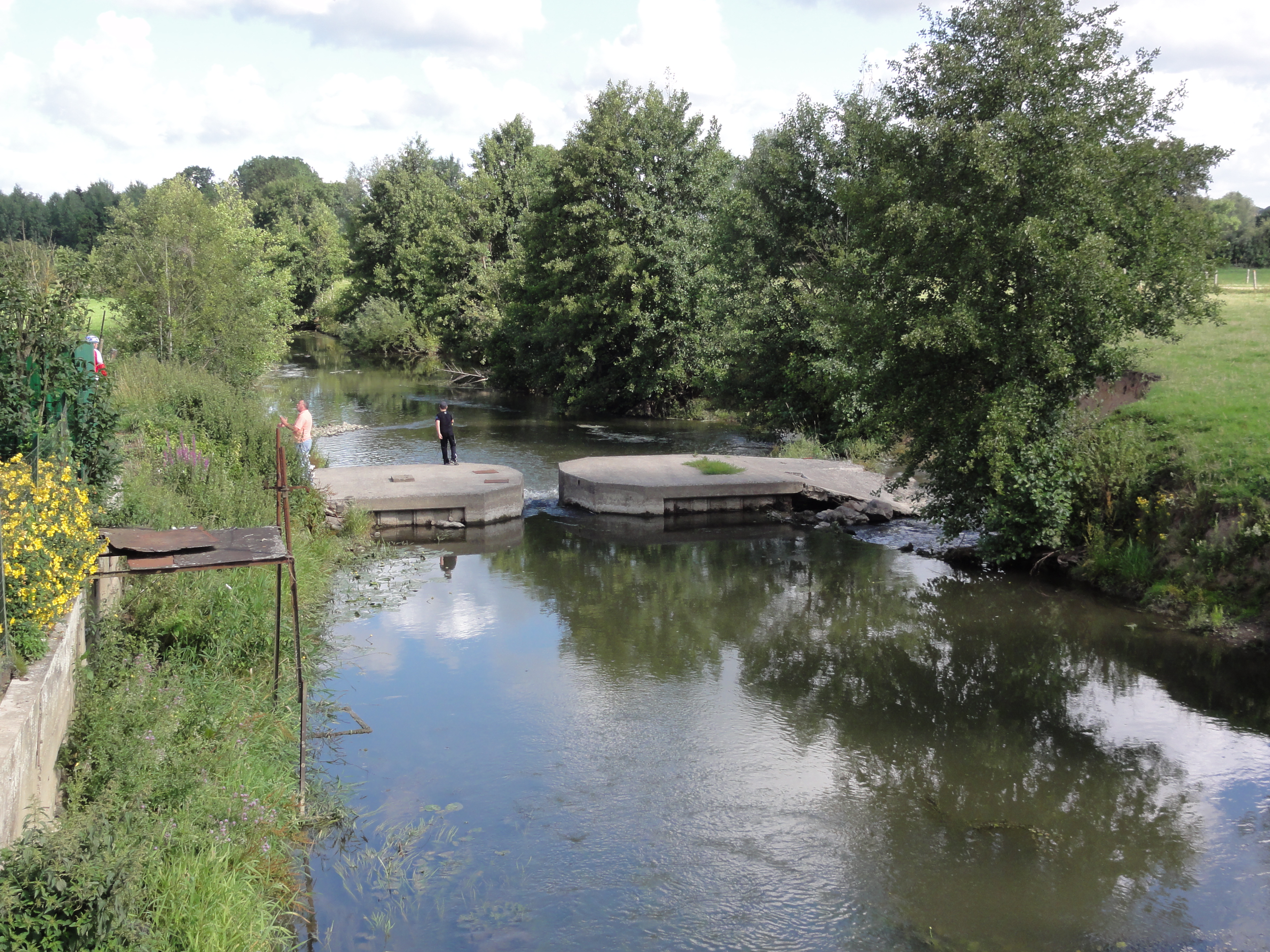
La Helpe Majeure, poco prima della sua confluenza con la Sambre, a Taisnières-en-Thiérache.

Il bacino idrografico della Helpe Majeure presenta una superficie modesta di 329 km² (229 km² in Francia, 100 km² in Belgio). Esso è caratterizzato da un'importante copertura forestale nella sua parte a monte e un paesaggio bocager umanizzato verso valle. L'insieme del bacino è sottoposto a un clima oceanico caratterizzato da precipitazioni annuali abbastanza abbondanti (legate alla presenza di una barriera topografica di 250 metri): da 800 mm alla confluenza a più di 950 mm nella parte a monte. La geologia dei luoghi favorisce lo scorrimento poiché il substrato è poco permeabile, la falda acquifera calcarea modesta non contribuisce che molto poco all'alimentazione dei corsi d'acqua.
Il fiume riceve numerosi affluenti ma di scarsa importanza; i principali sono(rd=alla riva destra, rs=alla riva sinistra):
- L'Eau d'Eppe, o torrente di Montbliart (rd) (11 km),
- Il torrente della Belleuse (rd), (9 km),
- Il Voyon (rs), (9 km),
- Il Rieu Trouble (rs), (5 km) e
- Il Rieu de Baquy (rs), (2 km).